# ولد لامين عبد الله
ولد لامين عبد الله (بالفرنسية: Ould Lamine Abdallah)‏ هو منافس ألعاب قوى فرنسي، ولد في 1929.

## وصلات خارجية
- ولد لامين عبد الله على موقع أوليمبيديا (الإنجليزية)